# José Cilley
José Luis Cilley, né le 28 décembre 1972, est un joueur de rugby argentin, évoluant au poste de demi d'ouverture.

## Carrière

### Clubs Successifs
- San Isidro Club  Argentine

### Équipe nationale
José Cilley a connu 15 sélections internationales en équipe d'Argentine, il fait ses débuts  le 15 octobre 1994 contre l'équipe d'Afrique du Sud. Sa dernière apparition comme Puma a lieu le 1er mai 2002 contre les Paraguayens.
Il participe à la Coupe du monde de rugby 1995 et il marque un essai contre les Samoa : 2 matchs, 2 comme titulaire, un essai, 26 points.

## Palmarès

### Sélections nationales
- 15 sélections en équipe d'Argentine
- 2 essais, 31 transformations, 22 pénalités
- 138 points
- Nombre de sélections par année : 1 en 1994, 5 en 1995, 5 en 1996, 1 en 1999, 1 en 2000, 1 en 2001, 1 en 2002

- Participation à la Coupe du monde de rugby : 1995 (2 matchs disputés, 2 comme titulaire, 1 essai, 26 points).
- Participation à la Coupe du monde de rugby : 1999 (0 match disputé, 0 comme titulaire, 0 essai, 0 drop, 0 pénalité, 0 transformation, 0 point).